# صقر قريش (مسرحية)
صقر قريش، مسرحية كويتية. عُرضت في 18 مارس 1962، وهي من إخراج زكي طليمات ومن تأليف محمود تيمور. من بطولة عبد الحسين عبد الرضا ومريم الغضبان ومريم الصالح، تعتبر أول عمل فني كويتي تتواجد فيه عناصر نسائية.